# Risør
Risør är en stad som utgör centralort och enda tätort i Risørs kommun i Agder fylke i södra Norge.
Risør blev ladestad (motsvarar lydköping) under staden Skien år 1650. När Kristiansand grundades beordrades invånarna att flytta dit. Ordern följdes emellertid inte fullständigt och Risør hade i början av 1700-talet högre tullinkomster än Kristiansand. Risør fick därför egna stadsprivilegier år 1723.
Vid en brand år 1861 förstördes hela 248 byggnader och Risør fick en ny stadsplan. Staden marknadsförs under namnet "Den hvite by ved Skagerrak" och anses vara en av Europas bäst bevarade trästäder.